# Osudy dobrého vojáka Homera
Osudy dobrého vojáka Homera (v anglickém originále G.I. (Annoyed Grunt)) jsou 5. díl 18. řady (celkem 383.) amerického animovaného seriálu Simpsonovi. Scénář napsal Daniel Chun a díl režírovala Nancy Kruseová. V USA měl premiéru dne 12. listopadu 2006 na stanici Fox Broadcasting Company a v Česku byl poprvé vysílán 14. září 2008 na stanici ČT2. Český překlad názvu je podobný názvu knihy Jaroslava Haška Osudy dobrého vojáka Švejka. V dílu se objeví píseň „Communication Breakdown“ od Led Zeppelin.

## Děj
Bart a Milhouse se procházejí po obchodním domě. Parta místních chuligánů – Jimbo, Kearney a Dolph – pracuje v obchodě s obuví, a protože je kvůli tomu nemohou zmlátit, tak Bart s Milhousem toho využijí. Pak ale šéf obchodu odejde a oni to Bartovi i Milhousovi vrátí. Když všichni tři odchází, tak se je pokusí dva vojáci přemluvit, aby narukovali. Oni odmítnou. Pak vojáky napadne, že by to mohli zkusit ve škole. Ředitel Skinner kdysi sloužil, a tak s tím rád souhlasí. Tam děti uchvátí propagačním filmem a ty jim včetně Barta přihlášky vyplní. Doma Marge přemluví Homera, aby šel za těmi verbíři a přihlášku zrušil. Homer se vydá do náborového centra, kde se mu skutečně podaří přihlášku zrušit, ale on sám narukuje.
Homer je odvezen do výcvikového tábora. Tam ho ostříhají dohola. Když od plukovníka dostane přezdívku Sněhulák, tak protestuje a „za trest“ musí jíst koblihy, zatímco zbytek družstva dělá kliky. Po dokončení základního výcviku jim velitel základny rozdělí úkoly. V místnosti zůstanou ti nejhorší včetně Homera. Při cvičení budou hrát roli nepřítele. V noci na cvičení si Homer vzpomene, že je dnes čínský Nový rok, a vystřelí světlice, což oslní nepřítele. Homer a jeho družstvo utečou do města a velitel se rozhodne město obsadit. Schovají se U Vočka ve sklepě, ale Vočko je udá. Všichni kromě Homera se vzdají. Ten se schová u sebe doma, ale najdou ho tam helikoptérou na ovládání. Homer ji zničí, a to velitele ještě více naštve.
Marge má v rukávu ale tajnou zbraň. Obvolá celé město, aby všichni přišli k nádrži s vodou a vzali s sebou alkohol. Ten nalijí do vody a opijí vojáky. Druhý den ráno je donutí ke kapitulaci. Další podmínkou je, že Homer nepůjde do žádné války. Velitel ho tedy pošle dělat do obchodního domu verbíře.

## Kulturní odkazy
Armádní videohra v dílu sestřelí Usámu bin Ládina, Adolfa Hitlera, Jasona Voorheese a „smrtící hurikán“. Marge odkazuje na dřívější epizodu s podobnou zápletkou Homer slouží vlasti, v níž se Homer přidá k americkému námořnictvu. Homer si představuje největšího velitele jako maskota cereálií Cap'n Crunch.

## Přijetí
V původním vysílání epizodu sledovalo 11,43 milionu diváků a získala smíšené až převážně negativní recenze.
Adam Finley z TV Squad chválil, že epizoda byla zcela náhodná, a líbila se mu parodie na Looney Tunes. Danu Iversonovi z IGN se však epizoda nelíbila, dal jí 3,5 z 10, označil ji za „bolestně nevtipnou“ a uvedl, že „snaha seriálu satirizovat stav americké armády jednoduše překročila hranici dobrého vkusu“. Došel k závěru, že se jedná o „zdaleka“ nejhorší díl řady a „dost možná“ nejhorší epizodu v celé historii Simpsonových. Líbila se mu však parodie na Looney Tunes a Sutherlandovo hostování. Konzervativní komentátorka Michelle Malkinová epizodu kritizovala a napsala, že „zesměšňování armádních rekrutů a branců je naprosto nechutné“.
Patrick D. Gaertner ze serveru Puzzled Pagan k dílu napsal: „Je tam pár dobrých gagů, především z té scény s honičkou s dronem, ale celkově je to pro mě naprostá blbost. A myslím, že velká část toho pramení z toho, že jak Marge podotkla, Homer už omylem vstoupil do jedné z větví ozbrojených sil. A tahle epizoda rozhodně nemá tolik kladů jako Homer slouží vlasti, protože ve stávající podobě byla tak trochu nudná. Bylo tam spousta hloupých šlehů na armádu kvůli invazi do Iráku, ale mám pocit, že za to všechno by se měla zesměšňovat vláda, ne armáda. Armáda nechtěla bezdůvodně napadnout zemi, to udělala vláda. Je to prostě taková líná epizoda plná vtipů o armádě, které mi připadaly recyklované z filmů jako Lampasy a upřímně řečeno i z jiných dílů Simpsonových, které se týkají armády.“.